# Eina accionada per pólvora
Una eina accionada per pólvora ( PAT, sovint anomenada genèricament pistola Hilti o pistola Ramset en honor a les empreses que la fabriquen) és un tipus de pistola de claus que s'utilitza a l'entorn de construcció ia l'entorn de fabricació per unir materials a substrats durs com l'acer o el formigó. Aquesta tecnologia de fixació coneguda com a " tècnica de fixació directa o tècnica de fixació explosiva", funciona mitjançant una explosió controlada d'una petita càrrega de propel·lent químic, similar al procés que dispara una arma de foc .

## Característiques

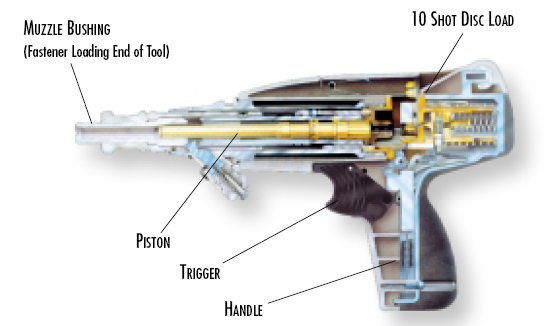
Secció transversal d'una eina accionada per pólvora de baixa velocitat

Les eines accionades per pólvora s'utilitzen generalment per la seva rapidesa de funcionament, en comparació amb altres processos com ara la perforació i la instal·lació d'un element de fixació roscat o reblat. Poden utilitzar-se com més facilitat en llocs estrets o incòmodes, com ara la instal·lació de clips de suspensió d'acer en un sostre de formigó.
Aquestes eines funcionen amb petits cartutxos explosius, que s'activen quan un percutor copeja l'encebador sensible, de fulminat de mercuri, a la base del cartutx. L'encebador encén la càrrega principal de pólvora, que deflagra amb gran velocitat. Els gasos calents alliberats per la combustió del propel·lent acumulen ràpidament pressió dins del cartutx, que colpeja directament el cap d'un pistó, empenyent el clau fora de la boca del canó contra el formigó o l'acer.
Hi ha dos tipus d'eines accionades per pólvora: alta i baixa velocitat. En eines d'alta velocitat, la càrrega propulsora actua directament sobre el clau en un procés semblant al d'una arma de foc. A les eines de baixa velocitat hi ha un pistó a la recàmara. El propel·lent actua sobre el pistó, que alhora impulsa el clau contra l'objectiu (de formigó o d'acer). El pistó és anàleg al forrellat d'una pistola de forrellat captiu
Una eina es considera de baixa velocitat si la velocitat mitjana deseixida del claudo fixació no supera els 91 m/s sense que en cap cas tingui una velocitat superior als 108 m/s. Una eina d'alta velocitat impulsa o descarrega un clau, passador o element de fixació a més de 91m/s.
Les eines d'alta velocitat fabricades o venudes als Estats Units han de complir unes especificacions en determinades circumstàncies; moltes s'utilitzen en les indústries de la construcció naval i de l'acer.
Els claus de fixació clavats amb pólvora estan fets d'acer especial tractat tèrmicament; els claus comuns no són segurs per a aquesta aplicació. Hi ha molts elements de fixació especialitzats dissenyats per a aplicacions específiques a les indústries de la construcció i la fabricació.

## Història
La tecnologia accionada per pólvora es va desenvolupar per a ús comercial durant la Segona Guerra Mundial, quan es van utilitzar sistemes de fixació d'alta velocitat per reparar temporalment danys als vaixells. En cas de trencaments al casc, aquestes eines que s'utilitzaven per fixar plaques d'acer sobre les zones danyades, van ser desenvolupades per Mine Safety Appliances, per a la Marina d'Estats Units. Les eines accionades per pólvora ja es van investigar abans del desenvolupament; de fet es van utilitzar a la guerra antisubmarina durant la Primera Guerra Mundial i van ser objecte d'una patent dels Estats Units de 1921 (patent dels EUA núm. 1365869).

## Tipus

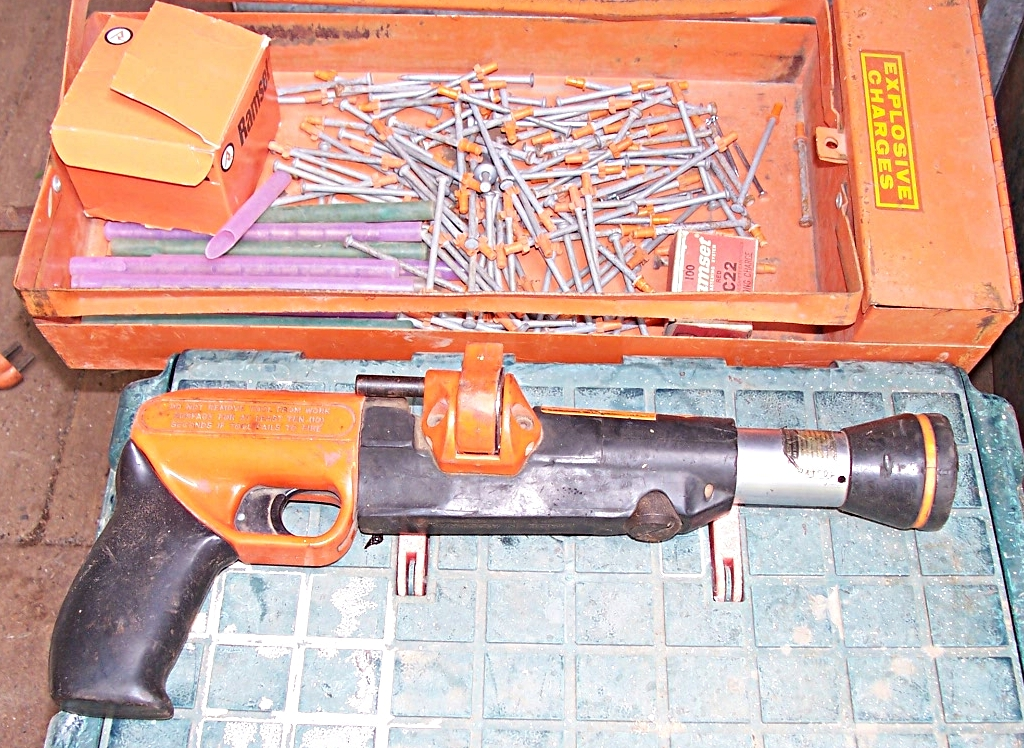
Eina accionada per pólvora Ramset. Els tubs de colors contenen cartutxos individuals. També s'hi pot veure 75 claus d'acer endurit de 8 mm

Les eines accionades per pólvora es poden classificar com:
- Acció directa (la càrrega actua directament sobre el cap del clau a alta velocitat),
- Acció indirecta (mitjançant un pistó intermedi a baixa velocitat)
- D'un sol tret o alimentat per carregador
- Cicle de pistons automàtic o manual
- Alimentació automàtica o manual de les càrregues

## Subministrament d'energia

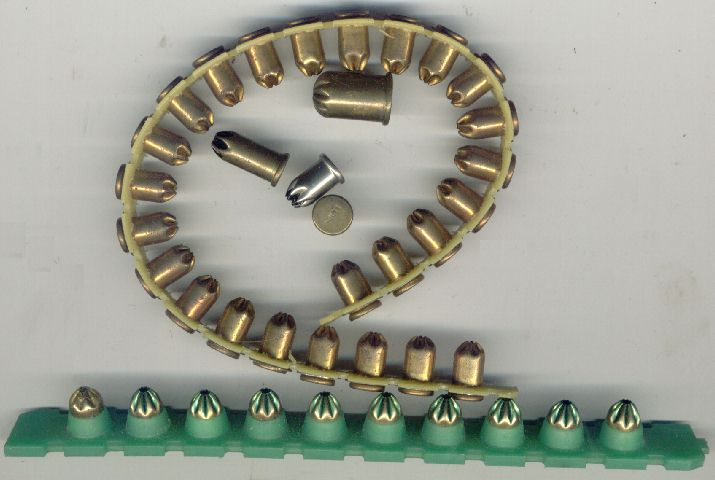
Cartutxos en tira de plàstic per a una pistola de claus

Les eines accionades per pólvora funcionen amb cartutxos de fogueig especialment dissenyats, també anomenats informalment: "càrregues", "boosters" o "bales".
En molts casos, les càrregues són cartutxos d'armes de foc comuns amb casquets modificats, sense bales. El .22 Short, desenvolupat per Smith & Wesson, s'utilitza molt. Aquestes càrregues poden ser d'un sol tret o fabricades i distribuïdes en una tira de plàstic.

### Codificació de colors
| Codificació de colors | Velocitat          |
| --------------------- | ------------------ |
| Gris                  | 315 ft/s (96 m/s)  |
| Marró                 | 385 ft/s (117 m/s) |
| Verd                  | 490 ft/s (150 m/s) |
| Groc                  | 575 ft/s (175 m/s) |
| Vermell               | 675 ft/s (206 m/s) |
| Lila                  | 755 ft/s (230 m/s) |

| Codificació de colors | Velocitat            |
| --------------------- | -------------------- |
| Gris                  | 845 ft/s (258 m/s)   |
| Marró                 | 935 ft/s (285 m/s)   |
| Verd                  | 1,025 ft/s (312 m/s) |
| Groc                  | 1,115 ft/s (340 m/s) |
| Vermell               | 1,205 ft/s (367 m/s) |
| Lila                  | 1,295 ft/s (395 m/s) |

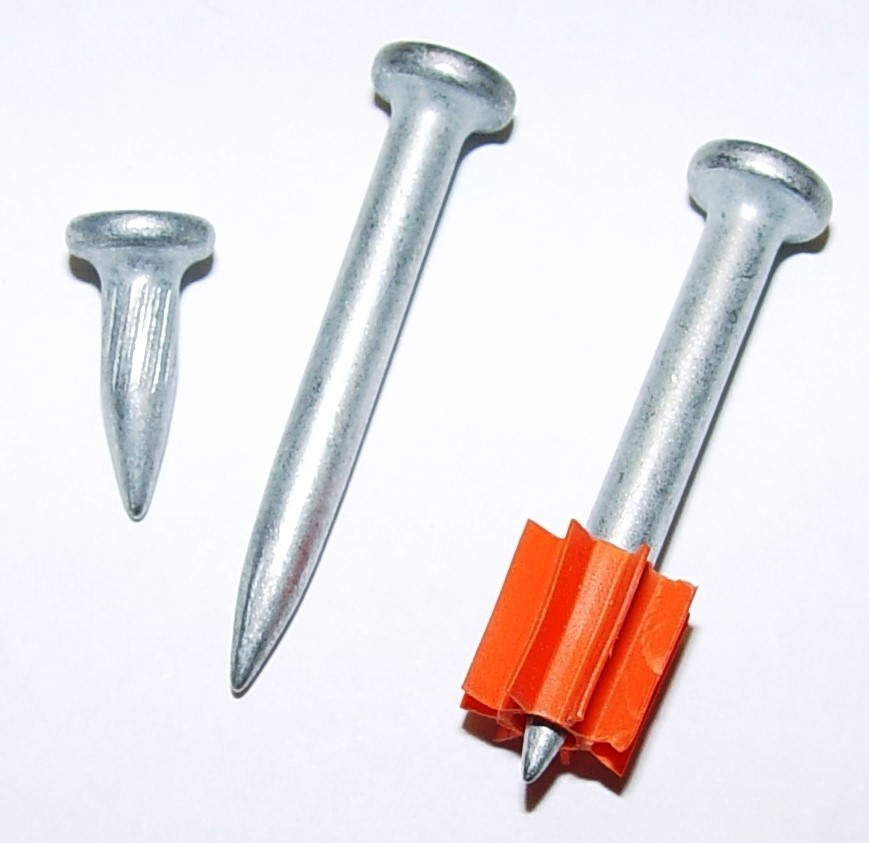
Claus per a pistola de pólvora, un equipat amb un sabot de color taronja

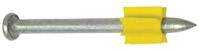
Sabot groc a prop de la punta del clau

Els tres tipus de carcassa o colors d'una sola dosi que es venen normalment al públic són: el marró, el verd i el groc en càpsules de color llautó.
No totes les eines accionades per pólvora estan homologades per a càrregues d'alta capacitat: per exemple, és perillós fer servir la càrrega més forta de níquel-morat de 1,295 ft/s (395 m/s), en una eina no homologada per a les altes pressions que genera.

## Seguretat i regulació
Igual que les seves homòlogues accionades per aire, les armes accionades per pólvora tenen un bloqueig de seguretat a la boca del canó. Si la boca del canó no s'estrenya contra una superfície amb prou força, el percutor es bloqueja i no pot arribar a disparar la càrrega. Això ajuda a garantir que la pistola no es descarregui de manera insegura, fent que el clau es converteixi en un projectil perillós.
Atés el seu potencial per causar lesions personals, les regulacions de l'OSHA als EE. UU. requereixen un examen de qualificació específic per utilitzar aquest tipus d'eina abans que es permeti a una persona llogar o utilitzar equips accionats per pólvora. La majoria de fabricants de pistoles a ofereixen formació i certificació, alguns sense cap cost addicional per a les proves de camp. A més a més, es dóna una formació especial al futur usuari perquè pugui distingir els colors utilitzats al sistema de codis de colors que identifica els diferents nivells de potència de la càrrega. La majoria de certificats són valedors de per vida; tot i que a Califòrnia s'han de renovar cada tres anys.